# Italië op de Olympische Winterspelen 1964
Tijdens de Olympische Winterspelen van 1964, die in Innsbruck (Oostenrijk) werden gehouden, nam Italië voor de negende keer deel.

## Medailleoverzicht
| Sport     | Olympiër                                                   | Discipline    | Medaille |
| --------- | ---------------------------------------------------------- | ------------- | -------- |
| Bobsleeën | Sergio Zardini Romano Bonagura                             | 2-mansbob (m) | Zilver   |
| Bobsleeën | Eugenio Monti Sergio Siorpaes                              | 2-mansbob (m) | Brons    |
| Bobsleeën | Eugenio Monti Sergio Siorpaes Benito Rigoni Gildo Siorpaes | 4-mansbob (m) | Brons    |
| Rodelen   | Walter Außendorfer Sigisfredo Mair                         | dubbel        | Brons    |

## Deelnemers en resultaten

### Alpineskiën
| Olympiër                  | Discipline       | Resultaat | Prestatie                       |
| ------------------------- | ---------------- | --------- | ------------------------------- |
| Bruno Alberti             | afdaling (m)     | 23e       | 2.25,30 (+7,14)                 |
| Felice De Nicolo          | reuzenslalom (m) | 28e       | 1.59,62 (+12,91)                |
| Martino Fill              | afdaling (m)     | 27e       | 2.27,33 (+9,17)                 |
| Martino Fill              | slalom (m)       | 20e       | 2.19,63 (+8,50) 1.14,53+1.05,10 |
| Ivo Mahlknecht            | afdaling (m)     | 19e       | 2.22,72 (+4,56)                 |
| Ivo Mahlknecht            | reuzenslalom (m) | 16e       | 1.54,26 (+7,55)                 |
| Ivo Mahlknecht            | slalom (m)       | 15e       | 2.18,23 (+7,10) 1.13,69+1.04,54 |
| Paride Milianti           | afdaling (m)     | 21e       | 2.23,01 (+4,85)                 |
| Paride Milianti           | reuzenslalom (m) | 13e       | 1.52,87 (+6,16)                 |
| Paride Milianti           | slalom (m)       | 17e       | 2.18,40 (+7,27) 1.13,50+1.04,90 |
| Italo Pedroncelli         | reuzenslalom (m) | 18e       | 1.55,14 (+8,43)                 |
| Italo Pedroncelli         | slalom (m)       | 11e       | 2.16,32 (+5,19) 1.13,94+1.02,38 |
|                           |                  |           |                                 |
| Lidia Barbieri Sacconaghi | afdaling (v)     | 25e       | 2.03,38 (+7,99)                 |
| Lidia Barbieri Sacconaghi | reuzenslalom (v) | 28e       | 2.02,73 (+10,49)                |
| Lidia Barbieri Sacconaghi | slalom (v)       | 22e       | 1.49,23 (+19,37) 53,39+55,84    |
| Giustina Demetz           | afdaling (v)     | 11e       | 2.01,20 (+5,81)                 |
| Giustina Demetz           | reuzenslalom (v) | 14e       | 1.56,52 (+4,28)                 |
| Giustina Demetz           | slalom (v)       | dq-1      | diskwalificatie run 1           |
| Patrizia Medail           | reuzenslalom (v) | 19e       | 1.59,29 (+7,05)                 |
| Pia Riva                  | afdaling (v)     | 18e       | 2.02,25 (+6,86)                 |
| Pia Riva                  | reuzenslalom (v) | 9e        | 1.54,59 (+2,35)                 |
| Pia Riva                  | slalom (v)       | 9e        | 1.37,20 (+7,34) 46,65+50,55     |
| Inge Senoner              | afdaling (v)     | 31e       | 2.04,22 (+8,83)                 |
| Inge Senoner              | slalom (v)       | dq-2      | diskwalificatie run 2           |

### Bobsleeën
| Olympiër                                                              | Discipline              | Resultaat | Prestatie                                               |
| --------------------------------------------------------------------- | ----------------------- | --------- | ------------------------------------------------------- |
| Eugenio Monti Sergio Siorpaes                                         | 2-mansbob (m) Italië I  | Brons     | 4.22,63 (+0,73) (1.05,94 / 1.04,90 / 1.05,41 / 1.06,38) |
| Sergio Zardini Romano Bonagura                                        | 2-mansbob (m) Italië II | Zilver    | 4.22,02 (+0,12) (1.05,63 / 1.05,13 / 1.05,21 / 1.06,05) |
| Sergio Zardini Sergio Mocellini Ferruccio Dalla Torre Romano Bonagura | 4-mansbob (m) Italië I  | 4e        | 4.15,89 (+1,43) (1.03,95 / 1.04,10 / 1.03,59 / 1.04,25) |
| Eugenio Monti Sergio Siorpaes Benito Rigoni Gildo Siorpaes            | 4-mansbob (m) Italië II | Brons     | 4.15,60 (+1,14) (1.03,43 / 1.04,07 / 1.04,02 / 1.04,08) |

### Kunstrijden
| Olympiër           | Discipline | Resultaat | Prestatie                |
| ------------------ | ---------- | --------- | ------------------------ |
| Giordano Abbondati | mannen     | 14e       | pc. 131,0; 1688,4 punten |
| Sandra Brugnera    | vrouwen    | 26e       | pc. 221,0; 1612,5 punten |

### Langlaufen
| Olympiër                                                           | Discipline            | Resultaat | Prestatie                                                   |
| ------------------------------------------------------------------ | --------------------- | --------- | ----------------------------------------------------------- |
| Marcello De Dorigo                                                 | 15 km (m)             | 27e       | 55.26,1 (+4.32,0)                                           |
| Marcello De Dorigo                                                 | 30 km (m)             | 15e       | 1:33.53,4 (+3.02,7)                                         |
| Giulio De Florian                                                  | 15 km (m)             | 18e       | 53.31,7 (+2.37,6)                                           |
| Angelo Genuin                                                      | 50 km (m)             | dnf       | opgave                                                      |
| Franco Manfroi                                                     | 50 km (m)             | 19e       | 2:53.56,5 (+10.03,9)                                        |
| Eugenio Mayer                                                      | 50 km (m)             | 18e       | 2:53.21,3 (+9.28,7)                                         |
| Franco Nones                                                       | 15 km (m)             | 10e       | 52.18,0 (+1.23,9)                                           |
| Giuseppe Steiner                                                   | 15 km (m)             | 12e       | 52.28,0 (+1.33,9)                                           |
| Giuseppe Steiner                                                   | 30 km (m)             | 16e       | 1:33.59,8 (+3.09,1)                                         |
| Gianfranco Stella                                                  | 30 km (m)             | 18e       | 1:35.01,1 (+4.10,4)                                         |
| Livio Stuffer                                                      | 30 km (m)             | 22e       | 1:38.11,0 (+7.20,3)                                         |
| Livio Stuffer                                                      | 50 km (m)             | 13e       | 2:51.04,7 (+7.12,1)                                         |
| Giuseppe Steiner Marcello De Dorigo Giulio De Florian Franco Nones | 4x10 km estafette (m) | 5e        | 2:21.16,8 (+2.42,2) (35.36,2 / 34.28,2 / 35.57,5 / 35.14,9) |

### Noordse combinatie
| Olympiër     | Discipline | Resultaat | Prestatie                                                                                          |
| ------------ | ---------- | --------- | -------------------------------------------------------------------------------------------------- |
| Ezio Damolin | mannen     | 8e        | 419,54 punten schans: 198,1 p 99,5 (65,0 m)+90,9 (62,0 m)+98,6 (62,0 m) 15 km: 221,44 p (51.42,3)  |
| Enzo Perin   | mannen     | 18e       | 391,82 punten schans: 200,4 p 81,6 (56,5 m)+102,6 (68,0 m)+97,8 (61,5 m) 15 km: 191,42 p (54.17,7) |

### Rodelen
| Olympiër                           | Discipline | Resultaat | Prestatie                                          |
| ---------------------------------- | ---------- | --------- | -------------------------------------------------- |
| Carlo Prinoth                      | mannen     | 7e        | 3.33,49 (+6,72) (53,01 / 53,36 / 53,70 / 53,42)    |
| Giampaolo Ambrosi                  | mannen     | 15e       | 3.39,06 (+12,29) (54,31 / 54,50 / 54,96 / 55,29)   |
| Walter Außendorfer                 | mannen     | 16e       | 3.40,17 (+13,40) (55,47 / 55,02 / 54,85 / 54,83)   |
| Giovanni Graber                    | mannen     | 23e       | 3.48,40 (+21,63) (56,44 / 1.01,66 / 54,80 / 55,50) |
| Erica Prugger                      | vrouwen    | 13e       | 4.13,19 (+48,52) (55,24 / 1.27,28 / 54,98 / 55,69) |
| Erica Außendorfer                  | vrouwen    | dnf       | opgave                                             |
| Walter Außendorfer Sigisfredo Mair | dubbel     | Brons     | 1.42,87 (+1,25) (51,40 / 51,47)                    |
| Giampaolo Ambrosi Giovanni Graber  | dubbel     | 5e        | 1.43,77 (+2,15) (51,54 / 52,23)                    |

### Schaatsen
| Olympiër       | Discipline   | Resultaat | Prestatie         |
| -------------- | ------------ | --------- | ----------------- |
| Renato De Riva | 1500 m (m)   | 21e       | 2.15,7 (+5,4)     |
| Renato De Riva | 5000 m (m)   | 14e       | 7.57,5 (+19,1)    |
| Renato De Riva | 10.000 m (m) | 18e       | 16.57,5 (+1.07,4) |
| Elio Locatelli | 500 m (m)    | 31e       | 43,1 (+3,0)       |
| Elio Locatelli | 1500 m (m)   | 35e       | 2.19,0 (+8,7)     |

### Schansspringen
| Olympiër       | Discipline         | Resultaat | Prestatie                                                |
| -------------- | ------------------ | --------- | -------------------------------------------------------- |
| Giacomo Aimoni | normale schans (m) | 28e       | 197,3 punten 96,1 (72,5 m)+96,9 (72,0 m)+100,4 (74,0 m)  |
| Giacomo Aimoni | grote schans (m)   | 13e       | 205,9 punten 102,3 (88,0 m)+103,6 (86,0 m)+97,4 (79,0 m) |
| Bruno De Zordo | normale schans (m) | 46e       | 185,1 punten 88,5 (68,5 m)+87,5 (71,0 m)+96,6 (72,0 m)   |
| Nilo Zandanel  | normale schans (m) | 37e       | 191,5 punten 93,9 (72,0 m)+95,9 (72,0 m)+95,6 (72,0 m)   |
| Nilo Zandanel  | grote schans (m)   | 25e       | 197,4 punten 100,7 (87,5 m)+96,7 (81,5 m)+83,9 (70,0 m)  |

### IJshockey
| Olympiër | Discipline | Resultaat | Prestatie |
| --- | ---------- | --------- | --- |
| Giancarlo Agazzi Isidoro Alverà Enrico Bacher Enrico Benedetti Vittorio Bolla Giampiero Branduardi Alberto Darin Gianfranco Darin Bruno Frison Roberto Gamper Bruno Ghedina Ivo Ghezze Francesco Macchietto Giovanni Mastel Giulio Oberhammer Edmondo Rabanser Giulio Verocai | mannen     | 15e       | kwalificatieronde: 2 - 12 Italië - Zweden B-groep (9e-16e plaats): 6 - 4 Italië - Hongarije 3 - 5 Italië - Joegoslavië 2 - 9 Italië - Noorwegen 0 - 7 Italië - Polen 3 - 5 Italië - Oostenrijk 2 - 6 Italië - Roemenië 8 - 6 Italië - Japan |

Argentinië · Australië · België · Bulgarije · Canada · Chili · Denemarken · Duits eenheidsteam · Finland · Frankrijk · Griekenland · Groot-Brittannië · Hongarije · IJsland · India · Iran · Italië · Japan · Joegoslavië · Libanon · Liechtenstein · Mongolië · Nederland ·  Noord-Korea · Noorwegen · Oostenrijk · Polen · Roemenië · Sovjet-Unie · Spanje · Tsjecho-Slowakije · Turkije · Verenigde Staten · Zuid-Korea · Zweden · Zwitserland